# 联合社会党 (斯里兰卡)

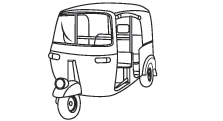
联合社会党选举标志

联合社会党（僧伽罗语：එක්සත් සමාජවාදි පකෂය，Eksath Samajavadi Pakshaya；泰米尔语：ஐக்கிய சோசலிச கட்சி，Aikkiy soōcialica Kaṭci）是斯里兰卡的一个托洛茨基主义政党。该党成立于1989年，分裂自新平等社会党。该党的意识形态是社会主义、马克思主义、托洛茨基主义。该党的政治立场是极左翼。该党的总书记是西里通加·贾亚苏里亚，他在2005年斯里兰卡总统选举中排名第三。该党的总部位于科伦坡。该党出版僧伽罗语和泰米尔语双语刊物《红星》。该党是工人国际委员会 (2019年)的支部。